# Copa de Lesoto
La Copa de Lesotho es una competición entre clubes de fútbol de Lesoto, se disputa desde 1963 y es organizada por la Asociación de Fútbol de Lesoto.
El  club más exitoso en el torneo es el Bantu FC con siete conquistas, seguido por y el Matlama FC, con seis. El equipo campeón clasifica a la Copa Confederación de la CAF.

## Palmarés
| Temporada | Campeón                       | Resultado       | Finalista                     |
| --------- | ----------------------------- | --------------- | ----------------------------- |
| 1963      | Bantu FC                      |                 |                               |
| 1976      | Matlama FC                    |                 |                               |
| 1978      | Maseru United                 |                 |                               |
| 1979      | Matlama FC                    |                 |                               |
| 1980      | Matlama FC                    |                 |                               |
| 1981      | Maseru Rovers                 |                 |                               |
| 1982      | Maseru Rovers                 |                 |                               |
| 1983      | Linare FC                     |                 |                               |
| 1984      | Lioli FC                      |                 |                               |
| 1985      | Lesotho Paramilitary Forces   |                 |                               |
| 1986      | Lesotho Defence Force         |                 |                               |
| 1987      | Matlama FC                    |                 |                               |
| 1988      | Lesotho Defence Force         |                 |                               |
| 1989      | Arsenal Maseru                |                 |                               |
| 1990      | Lesotho Defence Force         |                 |                               |
| 1991      | Arsenal Maseru                |                 |                               |
| 1992      | Matlama FC                    |                 |                               |
| 1993      | Bantu FC                      |                 |                               |
| 1994      | Matlama FC                    |                 |                               |
| 1995      | Maseru Rovers                 |                 |                               |
| 1996      | Lerotholi Polytechnic         |                 |                               |
| 1997      | Bantu FC                      |                 |                               |
| 1998      | Arsenal Maseru                |                 |                               |
| 1999      | Linare FC                     |                 |                               |
| 2000      | Lesotho Defence Force         |                 |                               |
| 2001-04   | No disputada                  | No disputada    | No disputada                  |
| 2005      | Lesotho Correctional Services |                 |                               |
| 2006      | Likhopo FC                    | awd             | Lioli FC                      |
| 2007      | Lioli FC                      | 3-1             | Lesotho Defence Force         |
| 2008      | LMPS FC                       | 0-0 (3-1 pen.)  | Lioli FC                      |
| 2009      | LMPS FC                       |                 |                               |
| 2010      | Lioli FC                      |                 |                               |
| 2011      | Bantu FC                      | 3-1             | Lesotho Correctional Services |
| 2012      | Bantu FC                      | 2-2 (4-3 pen)   | Lesotho Correctional Services |
| 2013      | Bantu FC                      | 1-1 (4-3 pen)   | Lioli FC                      |
| 2014      | Lioli FC                      | 1-1 (12-11 pen) | Matlama FC                    |
| 2015      | Bantu FC                      | 1-1 (15-14 pen) | Lioli FC                      |
| 2016      | Lioli FC                      | 1-0             | Matlama FC                    |
| 2017      | Bantu FC                      | 1-1 (3-1 pen)   | Lesotho Correctional Services |
| 2018      | Lioli FC                      | 2-1             | Bantu FC                      |
| 2019      | Matlama FC                    | 1-0             | Lesotho Correctional Services |
|           | No disputada desde 2019       |                 |                               |

## Títulos por club
| Club                              | Ciudad       | Títulos | Años campeón                                   |
| --------------------------------- | ------------ | ------- | ---------------------------------------------- |
| Bantu FC                          | Mafeteng     | 8       | 1963, 1993, 1997, 2011, 2012, 2013, 2015, 2017 |
| Matlama FC                        | Maseru       | 7       | 1976, 1979, 1980, 1987, 1992, 1994, 2019       |
| Lioli FC                          | Teyateyaneng | 7       | 1984, 2007, 2010, 2014, 2016, 2018             |
| Lesotho Defence Force FC (LDF)    | Maseru       | 4       | 1986, 1988, 1990, 2000                         |
| Maseru Rovers (United)            | Maseru       | 4       | 1978, 1981, 1982, 1995                         |
| Arsenal                           | Maseru       | 3       | 1989, 1991, 1998                               |
| Linare FC                         | Leribe       | 2       | 1983, 1999                                     |
| Lesotho Mounted Police Service FC | Maseru       | 2       | 2008, 2009                                     |
| Lesotho Paramilitary Forces FC    | Maseru       | 1       | 1985                                           |
| Lerotholi Polytechnic FC          | Maseru       | 1       | 1996                                           |
| Lesotho Correctional Services FC  | Maseru       | 1       | 2005                                           |
| Likhopo FC                        | Maseru       | 1       | 2006                                           |